# Лопух
Лопу́х (лат. Árctium) — род двулетних растений семейства Астровые, или Сложноцветные. Растения хорошо распознаются по своим соцветиям-корзинкам, у которых наружные листочки шиловидно-заострённые, крючковатые на концах. Благодаря этим крючкам обёртки сильно запутываются в шерсти, легко пристают к одежде. Род включает около 20 видов. Многие виды — лекарственные растения.

## Название
Родовое латинское название Arctium происходит от латинизированного греческого названия лопуха — греч. arcion, или arceion, или arktion, впервые упомянутого Диоскоридом.
По мнению Макса Фасмера, русское слово лопух (или лапу́х), а также близкие ему славянские названия растений, имеющих широкие листья, — укр. лопу́х, бел. лапу́х, дзядоўнік, болг. ло́пуш, сербохорв. ло̀пух, словен. lopúh, чеш. lopuch, lopouch, пол. łopuch, łopian — родственны лит. lãpas «лист». Кроме того, Фасмер указывает на близость слова лопух словам лопата и лапа.
В. И. Даль в Толковом словаре приводит для лопуха другие русские местные названия: лапух, лапушник, лопуха, дедовник, мордвин, татарин, лопуга, лопешник, репей, репейник, репьяк, репенник, репник, репец, лепельник, собака. Макс Фасмер дополняет этот список: дедо́к, «от дед — из-за колючек, которые напоминают небритую бороду старика».

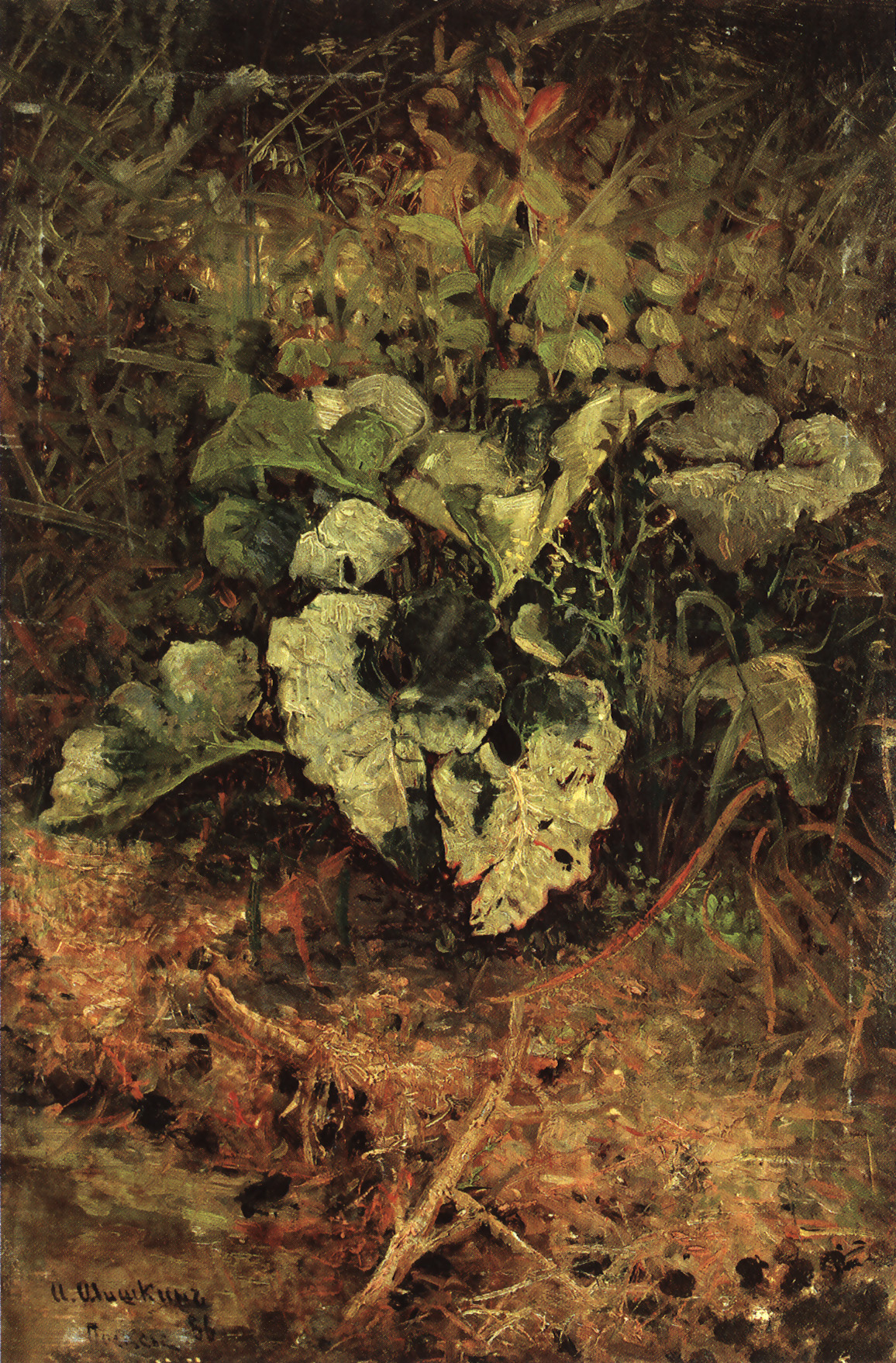
Картина Ивана Шишкина «Лопухи», 1880-е гг., Национальный художественный музей Республики Беларусь

## Ботаническое описание

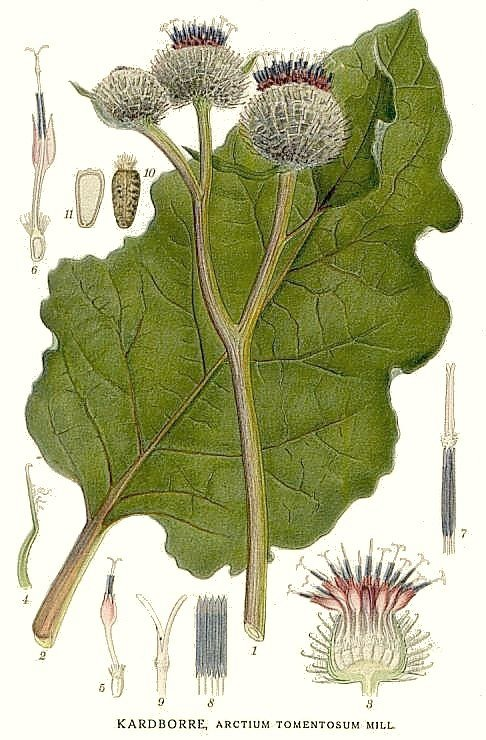
Лопух войлочный.

Представители рода — двулетние, почти не колючие крупные травянистые растения. Высота одного из наиболее крупных видов рода, лопуха большого (Arctium lappa), может достигать 3 м.
Корень стержневой мощный, до 1,5 м длиной.
Листья крупные (до 40 см), сердцевидные, очерёдные, простые, черешчатые.
Цветки в гомогамных корзинках собраны в ветвистое общее соцветие — щитковидное или метельчатое. Цветки обоеполые, одинаковые, все плодущие, с правильным трубчатым пятилопастным венчиком. Общее цветоложе плоское, едва мясистое, покрытое многочисленными щетинками, вначале плоскими, впоследствии спирально закрученными. Обёртка голая или паутинистая, листья её многорядные, линейные или ланцетные, наружные и средние листочки сужены в отклонённое остроконечие, оканчивающееся небольшим крючочком, внутренние более-менее плёнчатые, прямые. Тычинки со свободными голыми нитями и стреловидными при основании пыльниками, оканчивающимися на верхушке суженными кверху или приостренными придатками и с нитевидными голыми простыми или дву- или многораздельными придатками при основании. Столбик окружён при основании надпестичным диском, остающимся при плодах, с линейными, изогнутыми при основании волосистыми веточками.
Плоды — продолговатые семянки, сплюснутые с боков, усечённые на верхушке, ребристые, между рёбрами обычно более-менее морщинистые (в особенности при основании и у верхушки), реже гладкие или почти гладкие. Хохолок короткий, щетинки его неодинаковые, шероховатые, многорядные, до основания свободные, опадающие, площадка прикрепления базальная, прямая. После созревания корзинки с семенами легко цепляются к шерсти животных (или одежде человека). Таким образом семена разносятся на значительные расстояния.

## Распространение и экология
Род по происхождению средиземноморский, некоторые из его видов широко расселились.
Ареал рода — умеренный пояс Европы, Азии и Америки.
В России произрастает шесть видов лопуха, наиболее распространены Лопух большой (Arctium lappa) и Лопух войлочный (Arctium tomentosum).
Виды рода Лопух — рудеральные растения, обитают в сорных местах, на пустырях, у заборов, на свалках, у дорог.Часто, заросли лопуха можно встретить на местах, ранее населенных человеком (старые постройки, заброшенные участки)

## Химический состав
Семена содержат 25—30 % жирного масла. Корни содержат инулин, эфирные масла, жирное масло, дубильные вещества, стигмастерин, ситостерин, горечи, протеин, жирные кислоты: стеариновую, пальмитиновую .

## Значение и применение

Репейное масло

Виды рода Лопух, в особенности все наиболее широко распространённые (лопух большой, лопух малый, лопух войлочный), — лекарственные растения, широко используемые как в научной, так и в народной медицине. Корни их известны в фармакопеях под названием лат. Radix Bardanae. Настой корней в оливковом или миндальном (реже подсолнечном) масле под названием «репейное масло» используется в научной и народной медицине как средство для укрепления волос. Отвар корней используют как мочегонное и потогонное средства.
У лопухов можно использовать в пищу корни, которые богаты инулином. В японской кухне широко распространён гарнир из корней лопуха с морковью, обжаренных и протушенных в сладком соевом соусе — кимпира гобо. Мука из высушенных корней лопуха, смешанная с двойным количеством ржаной муки, может служить для выпечки хлеба, поджаренный корень — для примеси к кофе. Рекомендуют ещё варить тонко измельчённый корень с кислым молоком, щавелём, уксусом для превращения инулина в очень сладкий сахар (левулёзу). В пищу используют также молодые побеги. Большие листья тоже съедобны, но невкусны.
Медонос.
В 1941 году швейцарский инженер Жорж де Местраль, рассмотрев под микроскопом плоды лопуха, прицепившиеся во время прогулки к его шерстяной одежде и к шерсти его собаки, изобрёл застёжку-липучку, которую в 1955 году он запатентовал под названием Velcro.

## Народные приметы
- Перед дождём шишки репейника расправляют крючки[17].

## Классификация

### Таксономия[18]
Arctium L., 1753, Sp. Pl. : 816
Род Лопух относится к семейству Астровые (Asteraceae) порядка Астроцветные (Asterales). Кладограмма в соответствии с Системой APG IV:
|  |                                      |  |                                   |                                   |                    |  | ещё 10 семейств |               |               |                                                                                |
|  |                                      |  |                                   |                                   |                    |  |                 |               |               | 53 подтвержденных и 47 в статусе "непроверенных" видов и инфравидовых таксонов |
|  |                                      |  |                                   | порядок Астроцветные              |                    |  |                 |               | род Лопух     |                                                                                |
|  |                                      |  |                                   | порядок Астроцветные              |                    |  |                 |               | род Лопух     |                                                                                |
|  | отдел Цветковые, или Покрытосеменные |  |                                   |                                   | семейство Астровые |  |                 |               |               |                                                                                |
|  | отдел Цветковые, или Покрытосеменные |  |                                   |                                   |                    |  |                 |               |               |                                                                                |
|  |                                      |  | ещё 63 порядка цветковых растений | ещё 63 порядка цветковых растений |                    |  |                 | ещё 1804 рода | ещё 1804 рода |                                                                                |
|  |                                      |  |                                   | ещё 63 порядка цветковых растений |                    |  |                 |               | ещё 1804 рода |                                                                                |

### Виды
Некоторые из них:
- Arctium × ambiguum (Čelak.) Nyman — Лопух сомнительный
- Arctium atlanticum (Pomel) H.Lindb.
- Arctium × batavum Arènes
- Arctium × bretonii Rouy
- Arctium debrayi Senay
- Arctium lappa L. typus[19] — Лопух большой, или Репейник, или Репей[1]
- Arctium leiobardanum Juz. & c.serg. ex Stepanov
- Arctium minus (Hill) Bernh. — Лопух малый
- Arctium × mixtum (Simonk.) Nyman — Лопух смешанный
- Arctium nemorosum Lej. — Лопух дубравный, или Лопух лесной
- Arctium neumani (Rouy) Rouy
- Arctium × nothum (Ruhmer) J.Weiss — Лопух ложный
- Arctium palladini (Marcow.) R.E.Fr. & Soderb.
- Arctium palladinii Grossh. — Лопух Палладина
- Arctium platylepis (Boiss. & Bal.) Sosn. ex Grossh.
- Arctium pseudarctium (Bornm.) Duist.
- Arctium sardaimionense Rassulova & B.A.Sharipova
- Arctium scanicum (Rouy) Rouy
- Arctium tomentosum Mill. — Лопух войлочный, или Лопух шерстистый, или Лопух паутинистый

| |  |  |
| Слева направо: корзинка крупным планом; «крючки» под сканирующим электронным микроскопом (×100); семена |  |  |